# Volker Türk
Volker Türk   (Linz, 27 d'agost de 1965) és un advocat austríac i Alt Comissionat de les Nacions Unides per als Drets Humans des de l'octubre del 2022.

## Trajectòria
El 1991 Türk es va convertir en funcionari de l'Organització de les Nacions Unides (ONU) i va obtenir una destinació temporal a Kuwait finançada pel Ministeri d'Afers Exteriors austríac. Després va ocupar càrrecs a l'ACNUR en diferents regions del món, com ara Malàisia, Kosovo, Bòsnia i Hercegovina i la República Democràtica del Congo i, més endavant, va esdevenir director de la Divisió de Protecció Internacional a la seu de l'ACNUR a Ginebra. El febrer de 2015 va ser nomenat Alt Comissionat Adjunt per a la Protecció, convertint-se en el funcionari austríac de més alt rang de l'ONU i va participar en el desenvolupament del Pacte Mundial sobre els Refugiats.
El 18 d'abril de 2019, Türk va ser nomenat pel secretari general de l'ONU António Guterres secretari general adjunt per a la coordinació estratègica del Secretariat de l'ONU. Türk va coordinar el treball de política global de l'ONU i el seguiment de la «Crida a l'acció pels drets humans» del secretari general.

### Alt Comissionat de l'ONU per als Drets Humans

#### 2022–23
El 8 de setembre de 2022, Türk va ser seleccionat com a Alt Comissionat de les Nacions Unides per als Drets Humans i va assumir el càrrec el 17 d'octubre de 2022. Les seves prioritats declarades són construir una presència més forta dels drets humans sobre el terreny i recaptar més diners per a una oficina de l'ONU que, segons ell, no disposa de prou finançament.
El 2023 va liderar la iniciativa Human Rights 75 per a promoure els drets de les dones i els infants, donar suport a la mitigació del canvi climàtic i empoderar les persones amb discapacitat. Türk promou els drets humans com a solució als nous reptes, com ara les implicacions de la tecnologia digital sobre la privadesa i la llibertat d'expressió.
El gener de 2023, Türk va criticar la política fronterera de «deportació accelerada» de l'administració del president estatunidenc Joe Biden, en virtut de la qual els estrangers irregulars no ciutadans podien ser expulsats del país o se'ls podia denegar l'entrada, afirmant que representava un risc per als drets fonamentals.
L'abril de 2023, Türk va demanar a les autoritats russes que alliberessin el periodista Vladimir Kaàa-Murzà, que havia estat condemnat a una pena de presó de 25 anys per càrrecs que incloïen la traïció.
El maig de 2023, Türk va declarar que l'Iran tenia aquell any un historial «abominable» d'execucions amb una mitjana de més de 10 persones penjades a la setmana, i va sol·licitar a les autoritats iranianes que abolissin la pena de mort.
El juliol de 2023, després que un home en una protesta a Estocolm arrenqués pàgines d'un Alcorà i les cremés, Türk va condemnar l'acció com un acte pensat per dividir i provocar odi. Durant un debat posterior del Consell de Drets Humans, diversos països de majoria musulmana van instar a una major responsabilitat en relació a les accions ofensives a les creences religioses, mentre que els països occidentals i la UE van emfatitzar la importància de la llibertat d'expressió i van expressar la seva oposició a les lleis de blasfèmia.

#### 2024–present
El febrer de 2024, Türk va criticar el que va anomenar les «restriccions creixents de l'espai públic a l'Índia, així com els discursos d'odi i la discriminació contra les minories, especialment la musulmana». L'ambaixador de l'Índia davant l'ONU a Ginebra, Arindam Bagchi, va considerar que les acusacions de Türk eren «injustificades i no reflecteixen la realitat de la democràcia més gran del món».
El març de 2024, Türk va reconèixer «els avenços de la Xina en l'alleujament de la pobresa i la promoció del desenvolupament» i va instar a l'alliberament dels defensors dels drets humans, advocats i altres persones detingudes. També va demanar a la Xina que implementi les recomanacions de l'Avaluació de l'Oficina de Drets Humans de l'ONU sobre els problemes de drets humans a Xinjiang.
El febrer de 2025, dirigint-se al Consell de Drets Humans de l'ONU, va instar la comunitat internacional a implementar un embargament d'armes i sancions específiques contra Myanmar, i va descriure la situació dels drets humans a Myanmar com una de les pitjors del món, una «lletania de patiment humà, inclosos atacs aeris indiscriminats, execucions sumàries, tortura i fam».
A l'octubre de 2024, Türk va visitar Bangladesh per avaluar la situació dels drets humans després dels disturbis polítics que van enderrocar el govern de Sheikh Hasina. Després de reunir-se amb l'assessor en cap Muhammad Yunus, funcionaris del govern, líders estudiantils i representants de la societat civil, va emfatitzar la importància de les polítiques d'inclusió, afirmant que «Bangladesh té ara una oportunitat històrica per a renovar i revitalitzar una democràcia genuïna i per a reconstruir el país sobre una base d'igualtat, on totes les veus siguin escoltades i valorades, independentment de la classe, el gènere, la raça, la ideologia política o la religió». També va visitar hospitals per a reunir-se amb estudiants ferits durant les protestes i va demanar «investigacions exhaustives sobre tots els assassinats i les violacions dels drets humans».
Durant la guerra de Gaza, Türk va afirmar que Israel podria estar utilitzant la fam com a arma de guerra a Gaza, fet que equivaldria a un crim de guerra. Al seu torn, el ministre d'economia israelià, Nir Barkat, va dir que els avisos de Türk eren «una ximpleria total, una cosa totalment irresponsable».